# Zhu Jiner
Zhu Jiner (chiń. 朱锦尔; pinyin Zhū Jǐn'ěr; ur. 16 listopada 2002 w Jiaxing) – chińska szachistka, posiadaczka męskiego tytułu arcymistrza od 2023 roku.

## Kariera szachowa
Tytuł mistrzyni międzynarodowej zdobyła w 2018, a męski tytuł arcymistrza w sierpniu 2023 roku. W 2016 roku wygrała mistrzostwa świata juniorek do lat 14 w szachach klasycznych, a dwa lata później zajęła siódme miejsce w mistrzostwach świata juniorek do lat 20. W tym samym roku zdobyła brązowy medal na Mistrzostwach Chin kobiet w szachach szybkich. Swój najwyższy ranking szachowy osiągnęła w październiku 2019 – 2507, jednocześnie zajmując trzecie miejsce wśród chińskich szachistek (stan na wrzesień 2024). Reprezentowała Chiny na 45. Olimpiadzie Szachowej (2024), grając na pierwszej szachownicy.